# Åsbro
Åsbro ist eine Ortschaft (tätort) in der schwedischen Provinz Örebro län.

## Geografie, Geschichte und Hintergrund
Åsbro liegt in der Gemeinde Askersund zirka 15 Kilometer nordöstlich von Askersund am westlichen Ufer des Sees Tisaren. Die Reichsstraße 50, auch Bergslagsdiagonalen genannt, führt westlich an der Ortschaft vorbei.
Zwischen 1905 und 2012 wurde im Ort ein Imprägnierungswerk betrieben, dass zeitweise dem Statens Vattenfallsverk gehörte. In der Folge ist das Erdreich mit Arsen und Kreosot verunreinigt, seit 2016 erfolgt die Beseitigung. Zudem wurde im Ort bis 2008 eine waffenfreie Wehrpflichtausbildung durchgeführt, die entsprechenden Anlagen werden heute für Berufsausbildungen im Bereich Energiewirtschaft genutzt. Åsbro ist aber auch wie die umgebenden Ortschaften vom Hüttenwesen und insbesondere der Holzwirtschaft geprägt.